# Easy Come Easy Go (album de George Strait)
Pour les articles homonymes, voir Easy Come, Easy Go.
Albums de George Strait
Pure Country
(1992) Lead On
(1994)
Singles
1. Easy Come, Easy Go
Sortie : 9 avril 1993
2. I'd Like to Have That One Back
Sortie : 29 novembre 1993
3. Love Bug
Sortie : 28 février 1994
4. The Man in Love with You
Sortie : 14 juin 1994

Easy Come, Easy Go est le quatorzième album studio de l'artiste country américain George Strait, publié sur le label MCA Records. Quatre singles issus de ce disque feront leur apparition dans le Hot Country Songs : le titre éponyme (#1), une reprise du titre "Lovebug" de George Jones (#8), "I'd Like to Have That One Back" (#3), et "The Man in Love with You" (#5). 
Barbra Streisand réalisa une reprise de "We Must Be Loving Right" sur son album A Love Like Ours, sorti en 1999. 

## Liste des titres
1. "Stay out of My Arms" (Jim Lauderdale) - 2:35
2. "Just Look at Me" (Gerald Smith, Curtis Wayne) - 3:08
3. "Easy Come, Easy Go" (Aaron Barker, Dean Dillon) - 3:02
4. "I'd Like to Have That One Back" (Barker, Bill Shore, Rick West) - 3:51
5. "Love Bug" (Wayne Kemp, Wayne) - 2:50
6. "I Wasn't Fooling Around" (Lauderdale, John Leventhal) - 3:00
7. "Without Me Around" (Dillon, John Northrup) - 3:26
8. "The Man in Love with You" (Steve Dorff, Gary Harju) - 3:22
9. "That's Where My Baby Feels at Home" (Kemp, Wayne, Faron Young) - 2:44
10. "We Must Be Loving Right" (Clay Blaker, Roger Brown) - 3:34

## Musiciens
Comme indiqué dans les crédits. 
- Eddie Bayers - batterie
- Stuart Duncan - violon
- Paul Franklin - steel guitar, slide guitar
- Steve Gibson - guitare acoustique , guitare électrique , guitare acoustique hi-string
- Liane Manis - chœurs
- Brent Mason - guitare acoustique, guitare électrique
- Matt Rollings - piano
- George Strait - voix principale
- Glenn Worf - guitare basse , tic tac bass
- Curtis Young - chœurs

Les cordes présentes sur "Without Me Around", "We Must Be Loving Right" et "The Man in Love with You" furent enregistrées aux studios O'Henry , à Burbank, en Californie.  Arrangées par Steve Dorff.

## Positions dans les charts
| Classement (1993)                 | Position |
| --------------------------------- | -------- |
| U.S. Billboard Top Country Albums | 2        |
| U.S. Billboard 200                | 5        |
| Canadian RPM Country Albums       | 2        |